# Michel Moura
Michel Moura (ur. 28 września 1962 w Vacoas-Phoenix) – maurytyjski duchowny rzymskokatolicki, wikariusz apostolski Rodrigues od 2024.

## Życiorys
6 sierpnia 2006 otrzymał święcenia kapłańskie i został inkardynowany do diecezji Port Louis. Pracował przede wszystkim jako duszpasterz parafialny, był także m.in. wikariuszem generalnym diecezji, dyrektorem Papieskich Dzieł Misyjnych na terytorium podlegającym Konferencji Episkopatów Oceanu Indyjskiego, a także wikariuszem biskupim ds. duszpasterstwa rodzin.
20 grudnia 2023 papież Franciszek mianował go wikariuszem apostolskim Rodrigues.  Sakry udzielił mu 19 marca 2024 kardynał Maurice Piat.